# La Quintrala, doña Catalina de los Ríos y Lisperguer
La Quintrala, doña Catalina de los Ríos y Lisperguer es una película en blanco y negro de Argentina dirigida por Hugo del Carril sobre el guion de Eduardo Borrás que se estrenó el 26 de mayo de 1955 y que tuvo como protagonistas a Antonio Vilar, Ana María Lynch, Francisco de Paula y Milagros de la Vega. Colaboraron Jorge Inostroza en la asesoría histórica y Gustavo Franceschi en la asesoría religiosa. El filme fue galardonado con el Premio Cóndor de Plata a la mejor película.
En el filme aparecen Félix y Fulvio Galimi, dos destacados esgrimistas argentinos. 

## Sinopsis
Ambientada en el siglo XVII en Chile narra la historia de una dama de alta sociedad (Catalina de los Ríos y Lisperguer, llamada la Quintrala) despiadada y sanguinaria que quiere conquistar a un sacerdote.

## Pérdida y recuperación del filme
Luego de años en que no se exhibiera por haberse perdido las copias, en 2002 la Asociación de Apoyo al Patrimonio Audiovisual recuperó negativos con los cuales se generó una copia nueva que se exhibió en julio y agosto de ese año en el MALBA.

## Reparto
- Antonio Vilar …Fray Pedro de Figueroa
- Ana María Lynch …Catalina de los Ríos y Lisperguer, la Quintrala
- Francisco de Paula … Enrique de Guzmán
- Milagros de la Vega …Águeda
- Andrés Mejuto …Pedro Lisperguer
- Manuel Perales …Gonzalo de los Ríos
- Iván Grondona …Rodrigo de Castro
- Francisco López Silva …Obispo
- Ricardo Mendoza …Ventura
- Félix Tortorelli
- Antonio Martiánez …Padre Javier
- Enrique San Miguel
- María Esther Álvarez …Rosa
- Roldán Cobos
- Domingo Garibotto …Hombre en carreta
- Roberto Croharé
- Yamandú Romero
- Héctor Dávila
- Hernaldo Hamze
- José María Rossi
- Pedro Lamarque
- Amalia Britos …Monja
- Oscar Guerrero …Voz en off
- José Comellas …Gobernador Osores / Doblaje de Antonio Vilar
- Roberto Germán …Hombre en taberna
- María Ferez …Mujer en plaza
- Pura Díaz …Mujer en plaza
- Osvaldo Bruzzi
- Sara Arrieta
- Osvaldo Tempone
- Osvaldo Cala
- Aníbal Rodríguez
- Armando Moreno
- Ramón Marco
- Antonio Pascual
- Mario Díaz López
- Fernando Peliche
- Carlos Benso
- María Arrieta
- Harry Gainer
- Ricardo Larson
- Jaimito Cohen
- Félix Galimi
- Fulvio Galimi
- Juan Villarreal

## Comentarios
Gustavo Cabrera en Hugo del Carril, un hombre de nuestro cine, opinó: 

”Un rara avis de nuestro cine, un verdadero trabajo de orfebrería cinematográfica, estremecedora hasta lo impredecible, agobiante hasta la asfixia, en el retrato físico y cruel, de un pasado virreinal, escabroso, nocturno, sórdido y amenazante.”

Manrupe y Portela escriben:

”Sorprendente y ambicioso acercamiento a un argumento fuera de lo común. En muchos pasajes, lo visual tiene preponderancia conmovedora. En otros, lo sombrío de los personajes y la época, llegan a un barroquismo inusual. Una obra subvalorada de su director, muy poco vista en la actualidad.”

Por su parte Abel Posadas en la revista Crear de mayo de 1982 dijo: 

”La película resulta excesivamente cerebral, pero no por eso menos fascinante. El sexo, el misticismo y la muerte, vertidos en la pantalla de otra manera, hubieran hecho de La Quintrala un simple y convencional melodrama.”